# Ameisenbären
Die Ameisenbären (Vermilingua) bilden mit zehn Arten, verteilt auf drei Gattungen, eine Unterordnung aus der Säugetiergruppe der Zahnarmen (Pilosa). Charakteristisch für diese Tiergruppe sind die verlängerte und röhrenförmige Schnauze, die dichte Fellbedeckung und die kräftigen Krallen an den Vorderfüßen. Namensgebend ist ihre Ernährungsweise mit Spezialisierung auf staatenbildende Insekten. Die Tiere leben meist einzelgängerisch in eigenen Revieren und die Weibchen bringen je Geburt ein Junges zur Welt.
Der Lebensraum der Ameisenbären erstreckt sich über Mittel- und Südamerika. Ihre nächsten Verwandten sind die Faultiere (Folivora). Die Stammesgeschichte reicht im Fossilbericht bis in das Untere Miozän vor etwa 20 Millionen Jahren zurück. Aus molekulargenetischer Sicht ist aber ein wesentlich früherer Ursprung anzunehmen. Die Bestände der einzelnen Ameisenbären-Arten sind, mit Ausnahme des Großen Ameisenbären, bisher nicht gefährdet.

## Merkmale

### Habitus

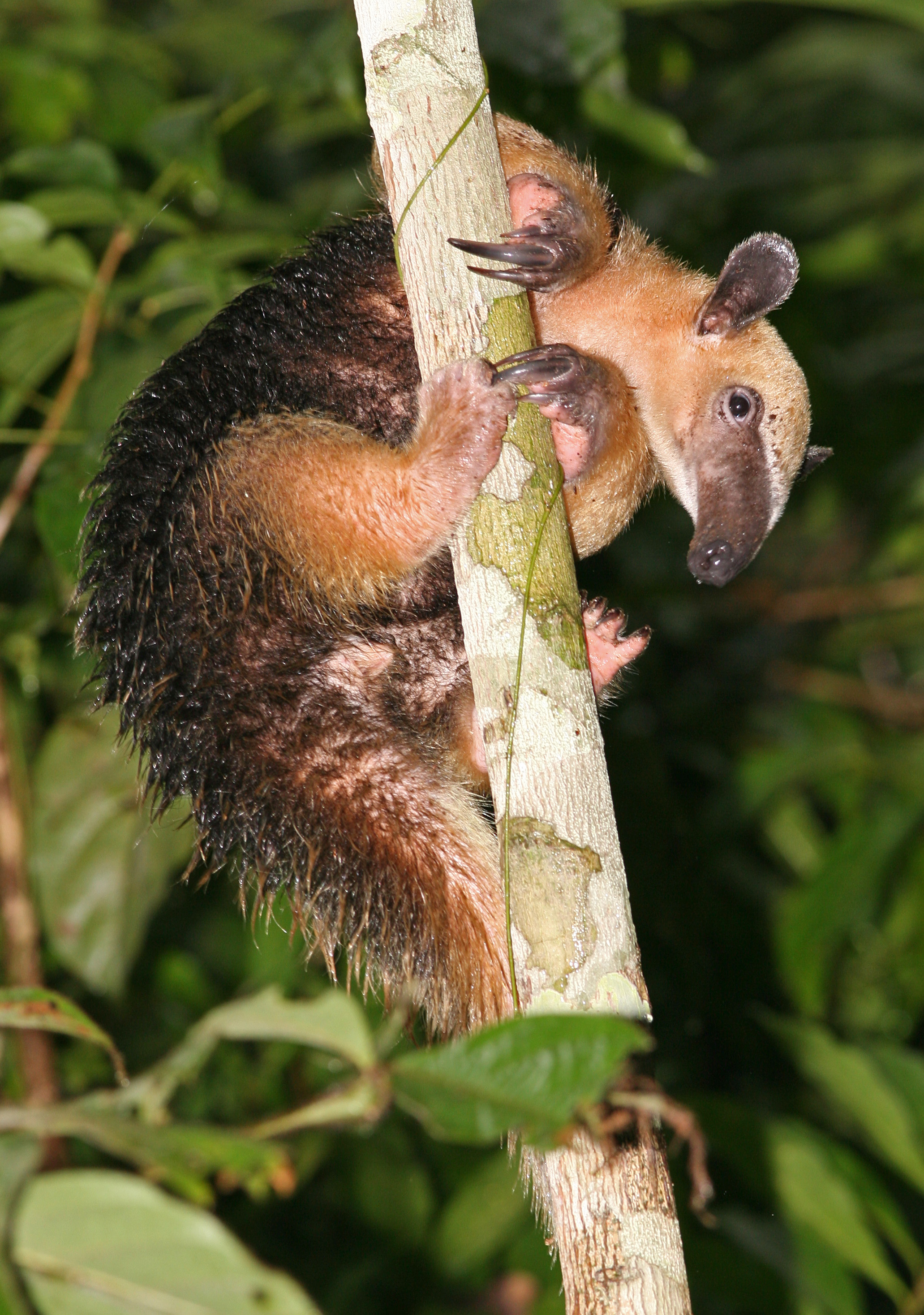
Südlicher Tamandua (Tamandua tetradactyla)

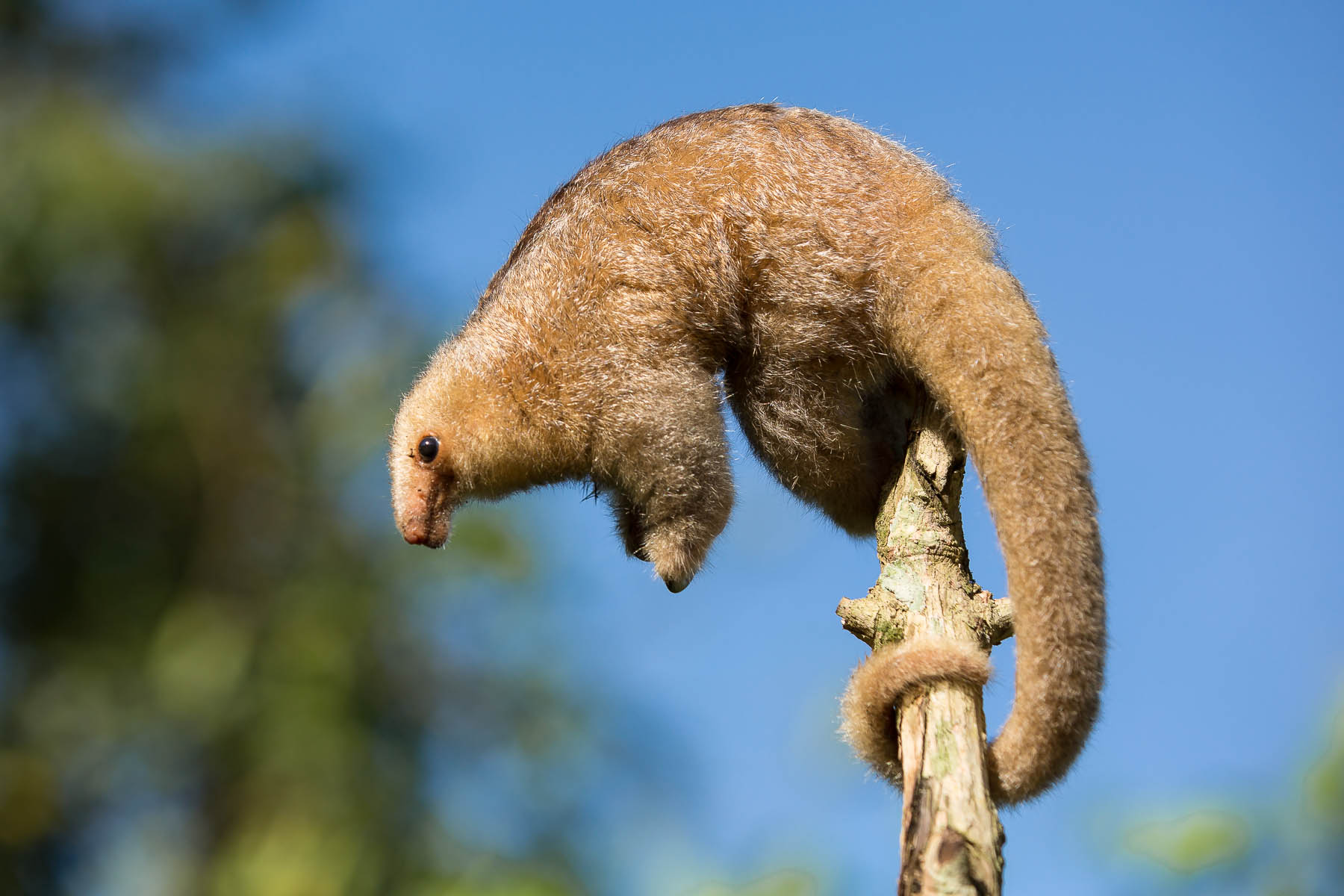
Zwergameisenbär (Cyclopes)

Ameisenbären sind kleine bis mittelgroße Säugetiere, die eine Kopf-Rumpf-Länge von 18 bis 140 cm erreichen. Typisch ist zudem der lange Schwanz, der mindestens die Länge des übrigen Körpers, teilweise aber auch mehr erreicht, wobei dieser bei einigen Vertretern als Greiforgan fungiert. Ebenso wie die Körpergröße variiert auch das Gewicht der einzelnen Arten beträchtlich, von den nur 250 g schweren Zwergameisenbären (Cyclopes) bis zum Großen Ameisenbären (Myrmecophaga tridactyla), der über 50 kg wiegen kann. Alle Ameisenbären sind äußerst dicht behaart. Ein charakteristisches Merkmal dieser Tiere ist die zahnlose Röhrenschnauze, die eine lange Zunge beherbergt und nur eine kleine Mundöffnung besitzt. Die Augen sind relativ klein ausgebildet, ebenso die Ohren, die typischerweise eine gerundete Form haben. Die kräftig gestalteten Gliedmaßen tragen an den Vorderzehen auffällig lange, sichelartig gebogene und scharfe Krallen. Diese dienen zum Aufreißen von Termitenbauten und zur Abwehr von Feinden. Die Anzahl der großen Krallen variiert je nach Art: zwei bei den Zwergameisenbären, drei beim Großen Ameisenbären und vier bei den Tamanduas. Die Krallen der Hinterfüße sind weniger ausgeprägt entwickelt.

### Schädelmerkmale

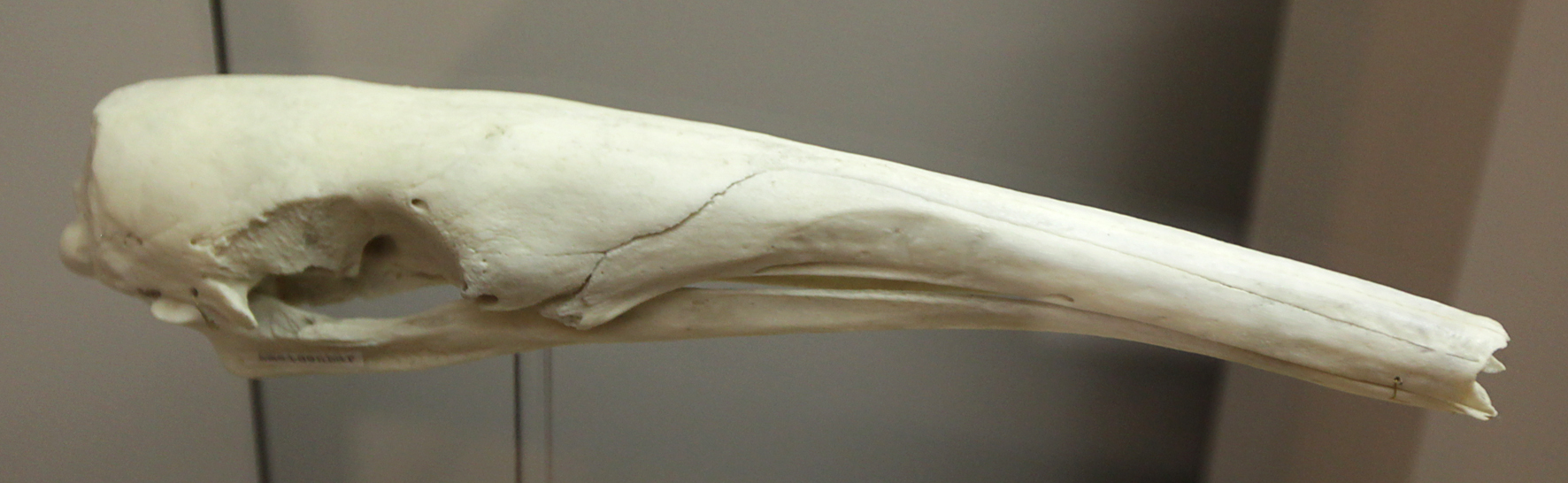
Schädel eines Großen Ameisenbären

Charakteristisch für Ameisenbären ist der flache Schädel mit einem markant verlängerten und rundlich gestalteten Rostrum, das am deutlichsten beim Großen Ameisenbären entwickelt ist. Durch diese verlängerte Schnauzenregion besitzt das Nasenbein eine teils deutliche Streckung. Zusätzliche typische Merkmale sind der eingedellte Verlauf der Schädelbasis, die weitgehend zurückgebildeten Jochbeinbögen und der nur schwach ausgebildete Zwischenkieferknochen. Im vorderen Bereich der Nasenhöhle tritt teilweise eine zusätzliche Knochenbildung auf, die als Septomaxilla (Os nariale) bezeichnet wird. Diese aus einer Membran entstandene Verknöcherung, die auch bei anderen Nebengelenktieren auftritt, ist sonst nur bei stammesgeschichtlich eher älteren Säugetieren und bei Reptilien zu finden. Weiterhin ist die Gehirnkapsel relativ klein und das Tränenbein überdies gut ausgeprägt. Der Unterkiefer besitzt einen generell grazilen, spangenartigen Bau.

### Skelettmerkmale

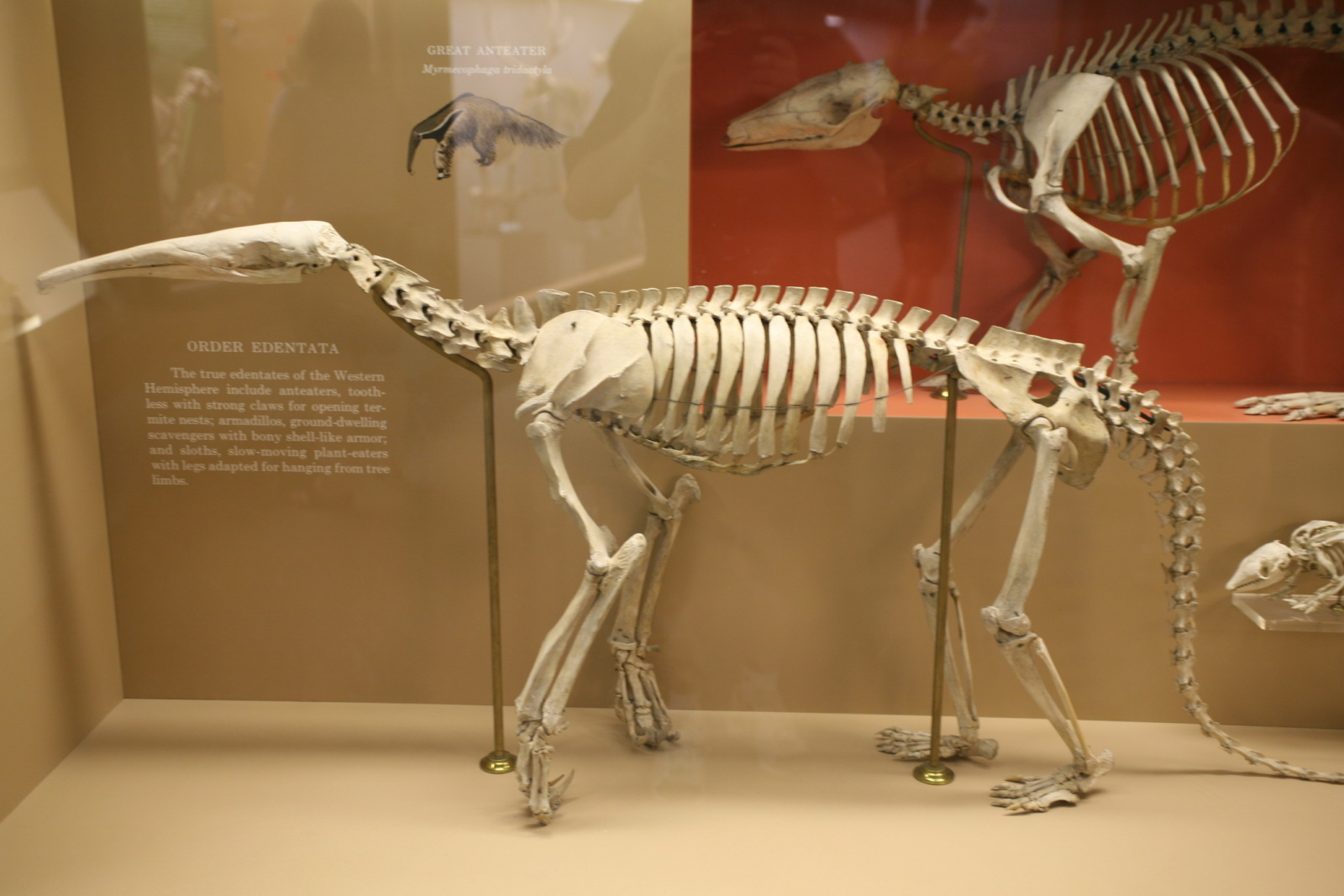
Skelett eines Großen Ameisenbären

Die Wirbelsäule weist einige Besonderheiten auf. So kommen zwischen 15 und 18 Brust- sowie zwischen zwei und drei Lendenwirbel vor, eine insgesamt höhere Zahl als bei den verwandten Gürteltieren. Typisch sind vor allem die xenarthrischen Gelenke (Nebengelenke), die der Überordnung Nebengelenktiere (Xenarthra) ihren Namen verleihen und die sich an den seitlichen Gelenkfortsätzen (Zygapophysen) der hinteren Brust- und der Lendenwirbel befinden. Durch diese Lage der zusätzlichen Gelenkflächen werden der vorhergehende und der nachfolgende Wirbel stärker miteinander verschränkt. Im Vergleich zu den Gürteltieren beeinträchtigen sie durch ihre spezielle Position die Bewegung der Wirbelsäule stärker und verhindern deutlichere vertikale und seitliche Bewegungen der hinteren Wirbelsäule, die bei den Gürteltieren durch den Schildpanzer zusätzlich besser geschützt ist. Dies hilft aber den Ameisenbären, sich ebenso wie die Gürteltiere bei der Nahrungsaufnahme oder im Verteidigungsfall auf den Hinterbeinen aufzurichten und so das Körpergewicht zu halten. Weiterhin typisch am Körperskelett sind die teils deutlich verbreiterten Rippen und das Fehlen des dritten Trochanter (Rollhügel) als Muskelansatzstelle am Oberschenkelknochen.

### Innere Organe
Der Magen der Ameisenbären ist einfach gebaut. Am Eingang des Grimmdarms befinden sich zwei kleine Blinddärme. Ebenso besitzt der Uterus bei weiblichen Tieren einen einfachen Bau und ist teils birnenförmig gestaltet. Bei trächtigen Tamanduas wird der Uterus bis zu 13 cm lang. Er ähnelt im Bau damit dem der verwandten Faultiere, ist aber abweichend von dem einiger Vertreter der Gürteltiere gestaltet. Die Hoden der männlichen Tiere liegen innerhalb der Bauchdecke, der Penis ist kurz und im uneregierten Zustand nach hinten gewandt. Er besitzt eine konische Form und eine zentrale Falte. Ein sehr markantes Organ ist die Zunge, die beim Großen Ameisenbären bis zu 60 cm lang wird und zur besseren Nahrungsaufnahme von klebrigen Sekreten bedeckt ist. Sie ist bei den Zwergameisenbären abgeplattet, bei allen anderen Ameisenbären rund im Querschnitt. Die Oberfläche wird von konischen Papillen aufgeraut. Als Geschmackssensoren dienen eingedellte und umringte Papillen, dagegen fehlen pilz- und blattförmige Geschmackspapillen. Die Zunge kann vollständig in das Maul zurückgezogen werden, ist aber möglicherweise aufgrund der Länge und Verwendung bei der Ernährung häufigen Verletzungen ausgesetzt. Die Zungenbasis ist im Gegensatz zu anderen Säugetieren nicht mit dem Zungenbein verbunden, sondern setzt am Brustbein an.

## Verbreitung und Lebensraum
Ameisenbären sind nur in Amerika verbreitet und leben in Südamerika östlich der Anden – wo sie auch ihren Ursprung haben – und im schmalen Küstenstreifen westlich des Gebirgszuges sowie in Mittelamerika bis in den Süden von Mexiko. Ihre nördlichen Verbreitungsareale erreichten sie aber erst nach dem Entstehen der Landbrücke zwischen Nord- und Südamerika am Isthmus von Panama und dem damit verbundenen Großen Amerikanischen Faunenaustausch, der im Pliozän vor rund 3 Millionen Jahren begann. Der Lebensraum umfasst überwiegend Tiefländer, aber auch Gebirgshöhen bis zu 2000 m. Dabei bewohnen Ameisenbären sowohl Wälder – überwiegend tropischen Regenwald – als auch offene Gras- und Savannenlandschaften.

## Lebensweise

### Territorialverhalten

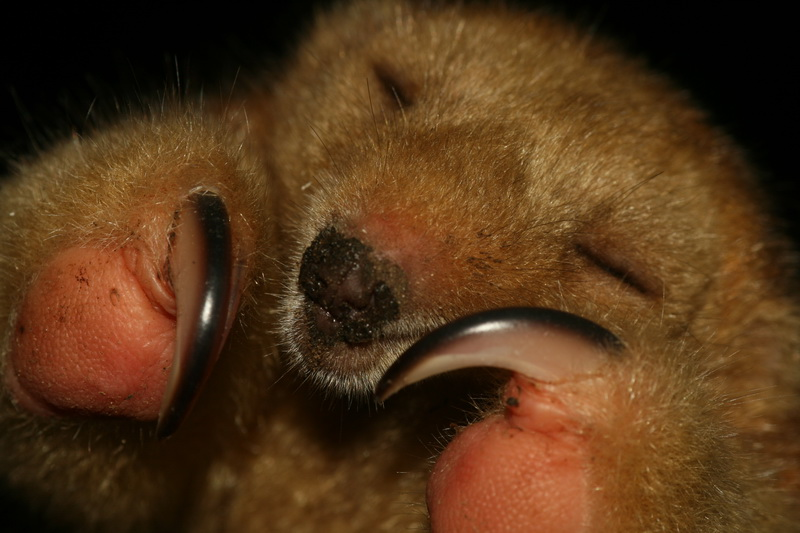
Verteidigungshaltung eines Zwergameisenbären

Die heutigen Arten unterscheiden sich deutlich in ihrem generellen Verhalten: Während die Zwergameisenbären reine Baumbewohner sind und vorwiegend Wälder bewohnen, lebt der Große Ameisenbär ausschließlich am Boden und bevorzugt meist offene Landschaften wie Savannen. Die Tamanduas leben sowohl am Boden als auch in den Bäumen. Ameisenbären sind vorwiegend Einzelgänger, die nur zur Paarung zusammenkommen. Außerdem unterhalten sie Territorien, die mitunter recht groß sein können und Ausdehnungen von einigen Hektar bis zu mehreren Quadratkilometern Größe erreichen. Als Fressfeinde treten meist große Katzen und Greifvögel auf. Bedrohte Tiere richten sich auf den Hinterbeinen auf und verteidigen sich mit den scharfen Krallen der Vorderfüße.

### Ernährung
Die Nahrung der Ameisenbären besteht fast ausschließlich aus Ameisen und Termiten und wird überwiegend über den Geruchssinn aufgespürt. Mit ihren Krallen brechen sie die Bauten dieser Tiere auf und lecken sie mit ihrer langen, eingespeichelten Zunge auf. Aufgrund der chemischen Abwehr der Insekten verweilt ein Ameisenbär meist nur sehr kurz an einem Bau und sucht dann einen neuen auf. Gelegentlich werden auch pflanzliche Materialien wie Obst verspeist.

### Fortpflanzung
Über die Fortpflanzung der Ameisenbären ist nicht sehr viel bekannt. Die Tragzeit dauert einigen Angaben zufolge von 120 bis zu 190 Tagen. Die Weibchen bringen in der Regel ein einzelnes Jungtier zur Welt. Dieses reitet in den folgenden Monaten auf dem Rücken der Mutter. Die baumbewohnenden Arten lassen die Jungtiere auch manchmal während der Nahrungssuche auf einer geschützten Astgabel zurück. Die Geschlechtsreife erreichen Große Ameisenbären mit drei bis vier Jahren, bei den anderen Arten ist dies nicht bekannt, ebenso wenig wie die Lebenserwartung in freier Wildbahn.

## Systematik

### Äußere und Innere Systematik
Die Ameisenbären (Vermilingua) bilden eine Unterordnung innerhalb der Überordnung der Nebengelenktiere (Xenarthra). Die Überordnung Nebengelenktiere umfasst zwar insgesamt nur wenige Arten, ist dafür aber sehr vielgestaltig, und deren Mitglieder weisen als gemeinsames Merkmal die xenarthrischen Gelenke an der Wirbelsäule auf. Die Xenarthra repräsentieren eine der vier Hauptlinien der Höheren Säugetiere und sind gleichzeitig die Schwestergruppe der drei übrigen, die als Epitheria zusammengefasst werden. Das alleinige natürliche Verbreitungsgebiet der Xenarthra ist der amerikanische Doppelkontinent. Der Ursprung der Nebengelenktiere reicht im Fossilbericht wenigstens bis in das Paläozän vor mehr als 55 Millionen Jahren zurück, nach DNA-Analysen ist er aber möglicherweise noch in der ausgehenden Kreidezeit zu finden. Innerhalb der Nebengelenktiere sind die nächsten Verwandten der Ameisenbären die Faultiere (Folivora), mit denen sie die Ordnung der Zahnarmen (Pilosa) bilden. Beide Gruppen haben sich, nachgewiesen durch molekulargenetische Untersuchungen, vor etwa 58 Millionen Jahren getrennt. Die Zahnarmen bilden das Schwestertaxon zu den Cingulatan, welche die Gürteltiere (Dasypoda) und deren ausgestorbene Verwandte wie den Glyptodontidae zusammenführen.
Innerhalb der Ameisenbären werden heute zwei Familien unterschieden, wobei die Cyclopedidae monotypisch sind und mit den  Zwergameisenbären (Cyclopes) nur eine Gattung mit aktuell sieben Arten einschließen. Die Myrmecophagidae bestehen mit Myrmecophaga und Tamandua aus zwei Gattungen. Letztere enthalten zwei rezente Artvertreter. Die Aufspaltung der beiden Familien erfolgte molekulargenetischen Analysen zufolge bereits im Mittleren Eozän vor rund 38 Millionen Jahren, die Diversifizierung der Myrmecophagidae in die heutigen Linien fand erst wesentlich später, nämlich vor rund 10 bis 13 Millionen Jahren im Oberen Miozän, statt.

### Überblick über die rezenten und fossilen Gattungen der Ameisenbären
Neben den drei rezenten Gattungen sind nur einige wenige fossile bekannt. Die Unterordnung der Ameisenbären gliedert sich folgendermaßen:
- Unterordnung Vermilingua Illiger, 1811.

- Cyclopedidae Pocock, 1924

- Palaeomyrmidon Rovereto, 1914
- Cyclopes Gray, 1821 (Zwergameisenbären; einschließlich sieben rezenten Arten)

- Myrmecophagidae Gray, 1825

- Protamandua Ameghino, 1904
- Tamandua Gray, 1825 (Tamanduas; einschließlich zwei rezenten Arten)
- Neotamandua Rovereto, 1914
- Myrmecophaga Linnaeus, 1758 (Großer Ameisenbär; einschließlich einer rezenten Art)

Problematisch sind die Gattungen Adiastaltus, Plagiocoelus und Anathitus. Die ersten beiden werden zur Familie der Adiastaltidae, die letztere zur Familie der Anathitidae gezählt. Alle drei Gattungen sind nur über einige wenige Gliedmaßenreste bekannt, die allesamt aus der Santa-Cruz-Formation im südlichen Argentinien stammen und in das beginnende Mittlere Miozän datieren. Häufig werden die beiden Familien als synonym zu den Myrmecophagidae aufgefasst, das Fundmaterial ist bisher aber zu spärlich, um Genaueres zu den Verwandtschaftsverhältnissen zu sagen.

### Ameisenbären außerhalb Amerikas?

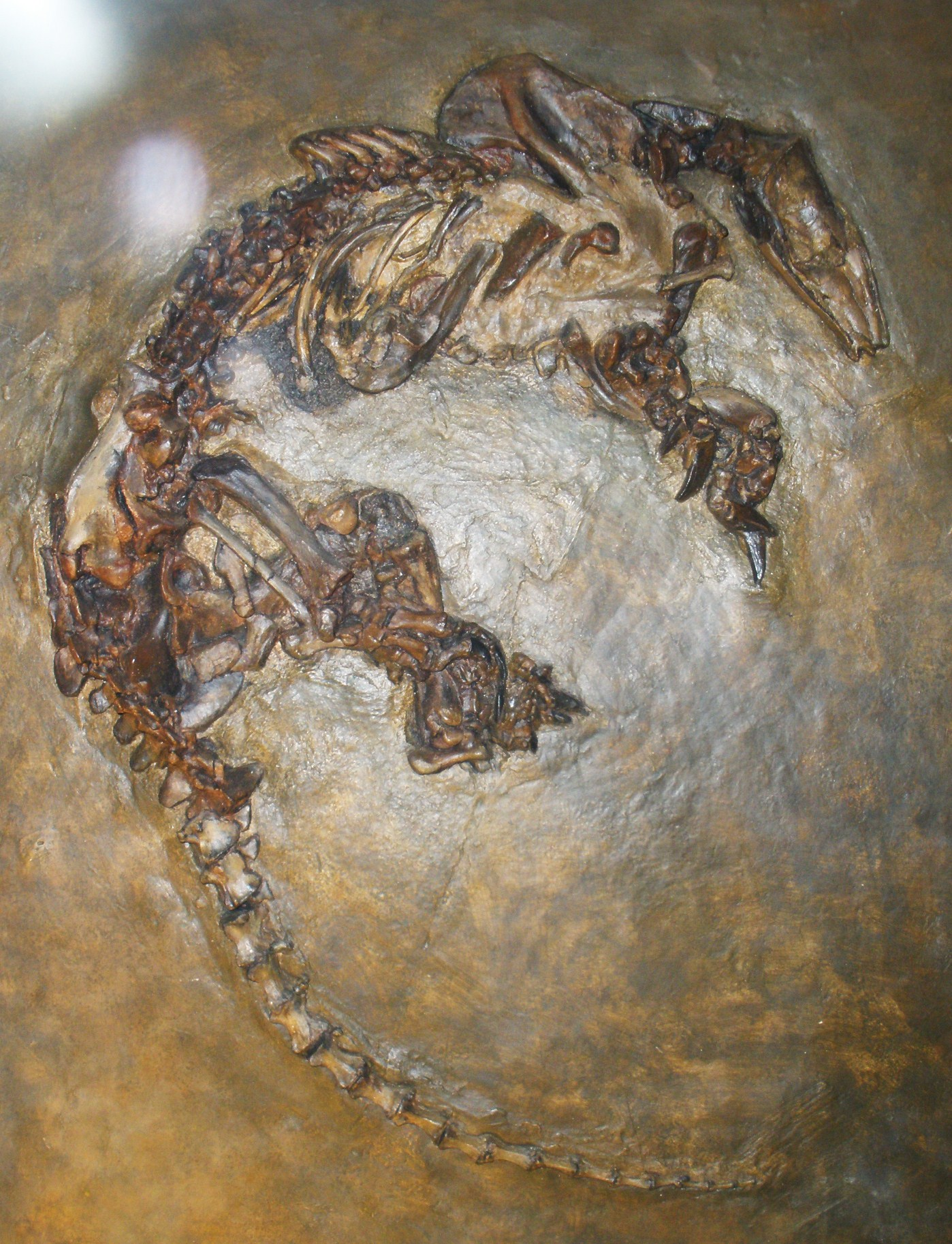
Eurotamandua, ein Schuppentier?

Ameisenbären sind sowohl rezent als auch fossil nur in Amerika anzutreffen und datieren anhand von Fossilfunden bis in das Untere Miozän vor rund 20 Millionen Jahren zurück. Aus der Grube Messel in Deutschland wurde 1981 ein nahezu vollständiger, insgesamt 86 cm langer Fossilfund beschrieben und der Gattung Eurotamandua zugewiesen, welche wie die gesamte Fundstelle in das Mittlere Eozän vor rund 45 Millionen Jahren zu stellen ist. Die Vergabe des Gattungsnamens Eurotamandua erfolgte aufgrund der Fundlage in Europa und der angenommenen nahen Verwandtschaft mit den heutigen Ameisenbären, worauf unter anderem die zylindrische Schnauze, das zahnlose Maul nebst dem flachen Unterkiefer und einzelne andere Schädelmerkmale, aber auch das vermeintliche Vorhandensein xenarthrischer Gelenke hinwiesen – letztere erwiesen sich allerdings als Ergebnis der Restaurierungsarbeiten am Fossil. Zudem nahm man eine Stellung innerhalb der Familie Myrmecophagidae an. Eine Einwanderung früher Vertreter der Ameisenbären nach Europa wurde daher über Nordamerika oder wahrscheinlicher über Afrika postuliert, welches sich erst in der Oberen Kreide von Südamerika getrennt hatte. Demnach sollte Eurotamandua aus einer frühen Entwicklungslinie der Ameisenbären abstammen, wobei aber entsprechende Fossilfunde weder aus Afrika noch Nordamerika vorliegen.
Die angenommene Wanderung führte in der Folgezeit zu der Etablierung einer taxonomischen Gruppe namens Afredentata mit Eurotamandua als einzigem Mitglied. Untersuchungen zur Phylogenese erbrachten aber bereits in der zweiten Hälfte der 1990er Jahre einige Zweifel an diesen Verwandtschaftsbeziehungen, vor allem bei einer Einbeziehung der Gruppe der Pholidota, deren einzige heute lebende Vertreter die Schuppentiere sind und aufgrund vergleichbarer Lebensweisen ähnliche morphologische Merkmale haben, ansonsten mit den Ameisenbären aber nicht näher verwandt sind. Neuere Analysen ergaben nun eine eher wahrscheinliche Stellung an der Basis der Entwicklung der Schuppentiere, was vor allem auch unter Berücksichtigung zweier weiterer Messeler Fossilfunde gelang (Eomanis und Euromanis), die bereits vorher als ausgestorbene Vertreter der Schuppentiere erkannt worden waren.

## Stammesgeschichte
Anhand molekulargenetisch gewonnener Ergebnisse reicht der Ursprung der Ameisenbären bis in das Paläozän vor mehr als 55 Millionen Jahren zurück, als diese sich von den Vorfahren der heutigen Faultiere abtrennten. Fossil treten die Ameisenbären im Gegensatz zu den anderen Mitgliedern der Nebengelenktiere eher spät in Erscheinung und stellen ein seltenes Faunenelement ihrer stammesgeschichtlichen Vergangenheit dar. Eine Ausnahme bildet ein umstrittener Mittelhandknochen aus dem frühen Eozän von Patagonien. Die ältesten bekannten Funde eines eindeutigen Ameisenbären stammen ebenfalls aus Patagonien und gehören dem Unteren Miozän vor fast 20 Millionen Jahren an. Es handelt sich um ein Teilskelett eines Tieres von der Größe der Tamanduas, das aber kräftiger gebaut war. Es wurde in der Gaiman-Formation an der atlantischen Küste gefunden, allerdings wurden die Fossilien bisher noch nicht systematisch zugeordnet. Aus der gleichen Region ist aus der Santa-Cruz-Formation aus dem Übergang zum Mittleren Miozän die Gattung Protamadua beschrieben worden, die anhand zweier vollständiger Schädel, eines Teilskeletts und einiger Reste des Vorder- und Hinterfußes überliefert ist und möglicherweise einen Vorfahren von Myrmecophaga und Tamandua repräsentiert. Die Funde verweisen auf ein Tier mit einem Körpergewicht von rund 5,9 kg hin, womit die Vertreter der Gattung in ihrer Größe etwa den heutigen Tamanduas entsprachen und die Zwergameisenbären übertrafen. Die erhaltenen Fußreste zeigen zudem eine deutlich generalisierte Fortbewegung an, die weder rein baumbewohnend noch stark bodenlebend war. Eine etwas weiter entwickelte Form stellt Neotamandua dar, die wenigstens vier Arten umfasst. Funde eines Skelettes stammen unter anderem aus dem Mittleren Miozän vor rund 14 Millionen Jahren und kamen an der Fundstelle La Venta in Kolumbien zum Vorschein. In der Collón-Curá-Formation bei Comallo im westlichen Argentinien wurde ein nahezu vollständiger Oberarmknochen von Neotamandua geborgen, der ebenfalls  in das Mittlere Miozäns datiert. In den Übergang vom Oberen Miozän zum Pliozän der Araucano-Formation in Argentinien gehört ein hinteres Schädelteil. Anhand der Funde kann Neotamandua als ein relativ großes Tier rekonstruiert werden, der Humerus aus der Collón-Curá-Formation übertraf den der heutigen Tamanduas um etwa 50 %. Einige Forscher fassen die Gattung teilweise als identisch zu Myrmecophaga auf, eine Studie aus dem Jahr 2020 interpretiert sie als phylogenetischen Vorgänger. Eine dritte Gattung, Palaeomyrmidon, die möglicherweise näher zu den Zwergameisenbären steht, ist über einen beinahe vollständigen Schädel ebenfalls aus der Araucana-Formation in Argentinien überliefert und trat somit vor etwa 9 Millionen Jahren auf.
Im Pliozän ist erstmals Myrmecophaga eindeutig nachgewiesen, jedoch liegen meist nur einzelne Knochenreste vor. Aus dem Übergang zum Pleistozän sind einige wenige Fußknochen von El Breal de Orocual im Nordosten Venezuelas bekannt, weitere Funde, so ein teilweise erhaltenes Skelett, ist aus Minas Gerais in Brasilien überliefert. Ähnlich wie Tamandua, der erstmals im Pleistozän auftritt, gelangte auch Myrmecophaga im ältesten Abschnitt dieser geologischen Epoche im Zuge des Großen Amerikanischen Faunenaustausches bis weit nach Norden des amerikanischen Doppelkontinentes, wie einige Funde aus Sonora im Nordwesten Mexikos zeigen, wo der Große Ameisenbär heute nicht mehr verbreitet ist. Die Gattung Cyclopes ist dagegen fossil bisher nicht fassbar.

## Forschungsgeschichte
Die heutige Unterordnung Vermilingua wurde von Johann Karl Wilhelm Illiger im Jahr 1811 eingeführt, allerdings auf Familienebene und unter der Schreibweise „Vermilinguia“. Der Name bezieht sich auf die lange wurmähnliche Zunge (von lateinisch vermis für „Wurm“ und lingua für „Zunge“), Illiger selbst übersetzte die Bezeichnung mit „Züngler“. Neben den Ameisenbären (speziell den Großen Ameisenbären und den Südlichen Tamandua) ordnete er noch das Erdferkel (Orycteropus) und die Schuppentiere (Manidae) in die Vermilingua ein. Er stellte diese zusammen mit den Cingulata, also den Gürteltieren (Dasypoda) in eine übergeordnete Gruppe namens Effodientia („Scharrtiere“). Die Ordnungseinheit Vermilingua wurde in der Folgezeit nur selten gebraucht. Vielmehr setzte sich im Verlauf des 19. Jahrhunderts das Edentata-Konzept von Georges Cuvier durch, das dieser erstmals im Jahr 1795 zusammen mit Étienne Geoffroy Saint-Hilaire formuliert hatte. Die Edentata schlossen dabei neben den Ameisenbären noch die Schuppentiere und die Gürteltiere ein, wenig später stellte Cuvier zusätzlich die Faultiere (Folivora) und das Erdferkel hinzu. Das Edentata-Konzept hielt sich teilweise bis weit in das 20. Jahrhundert, in der Regel bildeten die heutigen Xenarthra die Kerngruppe. Eine erste Referenz auf Illigers Vermilingua gab Christoph Gottfried Andreas Giebel im Jahr 1855, auch er führte das Taxon als Familie, das Erdferkel hatte er aber bereits ausgeschlossen. Ebenso sah John Edward Gray in den 1860er Jahren die Vermilingua auf der Ebene der Familie, er fasste jedoch den Begriff als synonym zu den Myrmecophagidae auf, die er bereits 1825 eingeführt hatte. Zudem verwies Gray die Schuppentiere zu einer eigenen Familie, so dass letztendlich nur die Ameisenbären verblieben. Abweichend von den vorherigen Sichtweisen verschob Theodore Gill im Jahr 1872 die Vermilingua erstmals auf die Ebene der Unterordnung innerhalb der Edentata, der er vier weitere zur Seite stellte (die Schuppentiere, die Faultiere, das Erdferkel und die Gürteltiere). Gill verwendete das gleiche Systematikschema elf Jahre später in dem wesentlich umfangreicheren Werk The standard natural history und etablierte die Vermilingua somit in dem Status und Umfang, wie sie heute bestehen. Innerhalb der Unterordnung erkannte er aber nur eine Familie an (Myrmecophagidae), die zwei Unterfamilien (die Myrmecophaginae und die Cyclothurinae (=Cyclopedinae)) einschloss. Im Jahr 1931 schuf George Gaylord Simpson die Überfamilie Myrmecophagoidea und vereinte die Vermilingua mit dieser, eine Auffassung, die er 1945 in seinem Werk zur Systematik der Säugetiere wiederholte. Erst in der zweiten Hälfte des 20. Jahrhunderts setzte sich dann die Ordnungseinheit Vermilingua endgültig durch.

## Ameisenbären und der Mensch

### Gefährdung
Neun der zehn rezenten Ameisenbären-Arten zählen zu den weniger bedrohten Säugetieren, wozu ihr großes Verbreitungsgebiet und ihre relative Anspruchslosigkeit beitragen. Allerdings haben die Rodungen von Wäldern und Überprägungen von Offenlandschaften durch menschliche Tätigkeiten lokal Einfluss auf die Bestände. Auch können Wald- und Buschbrände in einigen Regionen die örtlichen Populationen bedrängen, ebenso werden einzelne Tiere Opfer von Verkehrsunfällen. Die IUCN listet lediglich den Großen Ameisenbären als „gefährdet“ (vulnerable), die neun anderen Arten gelten als „nicht gefährdet“ (least concern) oder es besteht eine „unzureichende Datenlage“ (data deficient).

### Mythische Vorstellungen
Von der einheimischen Bevölkerung im Lebensraum der Ameisenbären werden zahlreiche mythische Erzählungen überliefert, in deren Zentrum die Erschaffung des Ameisenbären aus einem männlichen Menschen steht, der sich als Kannibale verhält. Der Mann ergreift Frauen und füttert sie mit dem Fleisch von Tieren, die er gejagt, und mit Früchten, die er gesammelt hat. Wenn die Frauen fett geworden sind, tötet er sie und isst sie. Eine neu ergriffene Frau soll das Schicksal ihrer Vorgängerinnen und damit ihr eigenes nicht erkennen, weshalb es ihr verboten ist, in die Richtung eines bestimmten Baumes zu gehen. Durch Übertreten dieses Verbots erkennt einmal eine Frau das Geheimnis des Mannes und flieht. Darauf verwandelt sich der Mann in einen großen Ameisenbären und seit dieser Zeit gibt es dieses Tier. In den verschiedenen Erzählungen werden meist den anderen Menschen bösartig gesinnte Männer in einen Ameisenbär verwandelt. Ein weiterer Anlass für die Verwandlung ist eine sexuelle Verfehlung. Für die Verwandlung benötigt der Mann gewisse Pflanzenteile. Dieses Motiv stellt eine Verbindung zu Schamanen bei den Yanomami her, die etwa mithilfe eines Palmwedels als Tierschwanzsymbol den Ameisenbären anrufen, und zu indigenen Völkern in Ostbrasilien, die in Ritualen mit aus Pflanzenteilen gefertigten Ameisenbärmasken eine zeitweilige Verwandlung in einen Ameisenbären erreichen wollen.